# Memphis Wings
I Memphis Wings sono stati una squadra di hockey su ghiaccio della con sede nella città di Memphis, nello Stato del Tennessee. Nacquero nel 1964 e disputarono la Central Hockey League fino al loro scioglimento nel 1967. Nel corso delle stagioni giocarono presso il Mid-South Coliseum e furono affiliati ai Detroit Red Wings.

## Storia
Dopo una sola stagione di vita il farm team dei Detroit Red Wings nella Central Hockey League, i Cincinnati Wings, fu costretto a trasferirsi e la città scelta fu Memphis dove da pochi mesi avevano inaugurato un nuovo palazzetto sportivo, il Mid-South Coliseum.
La squadra su tre anni centrò i playoff solo una volta, nel campionato 1966-67, quando venne superata nella decisiva Gara-7 dagli Omaha Knights. Un anno prima invece Doug Roberts era riuscito a conquistare il premio di rookie dell'anno. Nel 1967 la squadra si trasferì ancora più a sud in Texas dove prese il nome di Fort Worth Wings, sempre legata alla franchigia NHL di Detroit.
Quello stesso anno il vuoto lasciato dai Wings venne colmato dalla creazione di una nuova squadra, i Memphis South Stars, i quali avrebbero giocato nel Mid-South Coliseum per altre due stagioni.

### Affiliazioni
Nel corso della loro storia i Memphis Wings sono stati affiliati alle seguenti franchigie della National Hockey League:
- Detroit Red Wings: (1964-1967)

## Record stagione per stagione
| Memphis Wings |     |    |    |    |    |    |     |     |    |                              |
| 1964-65       | CHL | 70 | 26 | 35 | 9  | 61 | 243 | 245 | 5° |                              |
| 1965-66       | CHL | 70 | 25 | 33 | 12 | 62 | 200 | 223 | 6° |                              |
| 1966-67       | CHL | 70 | 30 | 32 | 8  | 68 | 230 | 259 | 4° | perde semifinali (Omaha) 3-4 |

## Record della franchigia

### Singola stagione
Gol: 42  Norm Beaudin (1964-65)
Assist: 60  Alex Faulkner (1966-67)
Punti: 88  Alex Faulkner (1966-67)
Minuti di penalità: 211  Réal Lemieux (1966-1967)

### Carriera
Gol: 81  Norm Beaudin
Assist: 80  André Pronovost
Punti: 142  Norm Beaudin
Minuti di penalità: 313  Lou Marcon
Partite giocate: 135  Max Mestinsek

## Palmarès

### Premi individuali
- CPHL Rookie of the Year: 1

Doug Roberts: 1965-1966